# A Great Day for Freedom
«A Great Day for Freedom» és una cançó del grup britànic de rock progressiu Pink Floyd, que es va editar com el cinquè títol de l'àlbum The Division Bell l'any 1994. La peça acaba amb un solo de guitarra de David Gilmour.

## Composició
La cançó, titulada originalment «In Shades of Grey», aborda les grans esperances després de la caiguda del Mur de Berlín i la decepció que va seguir. David Gilmour va declarar:
| «               | Hi va haver un meravellós moment d'optimisme quan va caure el Mur: l'alliberament d'Europa de l'Est del costat no democràtic del sistema socialista. Però el que tenen ara no sembla que sigui molt millor. De nou, sóc força pessimista amb tot això. Desitjo i visc amb esperança, però tendeixo a pensar que la història es mou a un ritme molt més lent del que pensem. Crec que el canvi real triga molt, molt de temps. | » |
| — David Gilmour | |   |

Malgrat les declaracions de Gilmour al contrari, la lletra sovint s'ha llegit com una reflexió sobre l'amarga i estranya col·laboració que Gilmour va tenir amb l'antic company de banda Roger Waters, que va ser la força impulsora de l'àlbum de la banda The Wall. Per aquesta interpretació, el «Great Day for Freedom» seria el dia que Waters va deixar la banda, donant llibertat als altres membres per determinar la direcció futura de la banda. Gilmour va comentar aquesta lectura:
| «               | Estic molt content que la gent interpreti The Division Bell de la manera que vulgui. Però potser s'hauria de sonar una nota de precaució perquè s'hi pot llegir massa. 'Un gran dia. for Freedom', per exemple, no té res a veure amb Roger o el seu 'mur'. Simplement no. Què més puc dir? | » |
| — David Gilmour | |   |

Segons el músic de sessió Jon Carin, la cançó era una sobrant de les sessions de l'àlbum anterior de la banda, A Momentary Lapse of Reason.

## Actuacions en viu
La cançó va ser interpretada per la banda en dates seleccionades de la gira de The Division Bell (concretament, en 34 de les 118 actuacions de la que va constar la gira), i està disponible a l'àlbum Pulse (1995) àlbum en directe, però es va ometre del Pulse VHS i DVD. Gilmour la va interpretar en els seus concerts semiacústics en solitari l'any 2002, que es pot veure al DVD David Gilmour in Concert (2002). La cançó també va fer només una aparició durant el On an Island Tour de Gilmour de 2006, a l'espectacle final a Gdańsk, Polònia; aquesta actuació es pot trobar a l'àlbum/DVD en directe Live in Gdańsk (2008).

## Músics[6]
- David Gilmour - veus, guitarra
- Richard Wright - piano
- Nick Mason - bateria, percussions
- Guy Pratt - baix
- Jon Carin - programació
- Michael Kamen - director d'orquestra